# Pablo de Olavide
Pablo Antonio José de Olavide y Jáuregui (Lima, 25 de enero de 1725-Baeza, 25 de febrero de 1803) fue un escritor, traductor, jurista y político español. Fue profesor universitario y funcionario de la Real Audiencia de Lima. En 1756 fue hecho caballero de la Orden de Santiago. Era de pensamiento ilustrado. En 1767 Carlos III le nombró superintendente de Nuevas Poblaciones, siendo el encargado de desarrollar con éxito la colonización en despoblados de Sierra Morena y de la Baja Andalucía. Compaginó esta labor con la de asistente de Sevilla. Fue condenado por la Inquisición en 1778 a la reclusión en un monasterio durante ocho años, aunque logró evadirse exiliándose a Francia en 1780. Vivió la Revolución Francesa, durante la cual fue apresado en 1794, saliendo en libertad el mismo año. En 1797 concluyó una exitosa obra, titulada «El Evangelio en triunfo», donde criticaba los excesos de los revolucionarios y hablaba de la conversión. Carlos IV le permitió volver a España en 1798 instalándose en Baeza.

## Orígenes familiares
El comerciante Martín José de Olavide y Albizu (1686-1763), natural de Lácar (Navarra) se casó en 1724 en segundas nupcias con María Ana Teresa de Jáuregui y Ormaechea Aguirre, nacida en Lima.
La familia Jáuregui era preponderante en Perú. Un hermano de María Ana, Domingo, fue presidente, gobernador y capitán general de Chuquisaca. Otro hermano, Joseph, fue brigadier de los ejércitos reales, presidente de la Real Audiencia de Charcas, gobernador y capitán general de la provincia y entró en 1739 en la Orden de Santiago, a la que solo pueden pertenecer los linajes nobles.
El apellido Olavide procedía de Cerain, provincia de Guipúzcoa, y los habitantes de esta provincia tenían el privilegio de ser considerados hidalgos. Se desconoce cuándo se trasladó Martín de Olavide a América, pero fue capitán de la villa de Lima, corregidor de la provincia de Tarma y contador mayor del Tribunal de Cuentas de Lima,
El matrimonio de Martín y María Ana tuvo tres hijos: Pablo, Micaela y Josefa.

## Biografía

### Olavide en Lima
Pablo Antonio Joseph Olavide nació el 25 de enero de 1725 en Lima y fue bautizado el 7 de mayo de ese año en la Parroquia del Sagrario. Comenzó sus estudios en el Colegio de San Felipe. Fue admitido antes de los diez años en el Colegio Real de San Martín de Lima, regido por los jesuitas, el cual no admitía a más de veinticuatro colegiales y formaba en artes, Derecho y Teología.
En 1740 obtuvo los grados de licenciado y doctor en Teología por la Real y Pontificia Universidad de San Marcos. En 1741 era ya profesor de facultad y ocupaba de forma interina la cátedra de Teología. En 1742 era licenciado y doctor en Derecho Canónico y en Derecho Civil. Ese mismo obtuvo por oposición la cátedra de Maestro de las Sentencias.
En julio de 1741 pasó a ser también abogado de la Real Audiencia de Lima, habiéndosele dispensado de la pasantía, esto es, las prácticas que son necesarias para este oficio. Ese mismo año, el tribunal del Consulado de Lima (que se encargaba de asuntos comerciales) le nombró asesor y el Cabildo municipal le nombró asesor general durante la ausencia del titular de este cargo.
En octubre de 1741 el virrey, el Cabildo y la Audiencia escribieron al rey de España una carta de recomendación para que fuese nombrado ministro de la Audiencia. El procurador general y el provincial de los jesuitas también apoyaron la petición. A esto se sumó un donativo de 32 000 pesos de Martín de Olavide. La petición fue escuchada y en 1745 el Consejo de Indias le nombró oidor de la Audiencia.
La noche del 28 de octubre de 1746 tuvo lugar un terremoto que destruyó Lima y un maremoto arrasó el cercano puerto fortificado del Callao. En Lima solo quedaron en pie veinticinco casas. El seísmo se produjo cuando la familia de Olavide estaba fuera de casa pero quedaron todos enterrados bajo los escombros. Los padres de Pablo de Olavide no sobrevivieron pero sus dos hermanas sí.
No figura que Olavide tuviese ningún papel especial en la reconstrucción de Lima. El virrey Manso de Velasco le encargó esta tarea al astrónomo francés Louis Godin. Las biografías tradicionales de Olavide indican que el virrey le encargó extraer objetos de valor de las ruinas y devolverlos a sus legítimos propietarios pero, habiendo sobrado muchos, el virrey decidió financiar con ellos la construcción de la Iglesia de Nuestra Señora del Buen Socorro y que, en ese momento, al ver que aun así sobraba, Olavide habría decidido utilizar el excedente para la construcción de un teatro porque la ciudad no tenía ninguno. La realidad es que el Coliseo de Teatro, destruido por el terremoto, fue reconstruido entre 1746 y 1749 pero de esto se encargó el mayordomo de la hermandad del Hospital de San Andrés y el nombre de Olavide no figura en ninguno de los documentos relativos a esta construcción. Sin embargo, Ricardo Palma en su leyenda Predestinación, señala: "Fue el ilustre limeño Olavide quien estuvo encargado de dirigir la reedificación del teatro, notable por sus buenas condiciones acústicas más que por la pobreza de su arquitectura".
En una carta del virrey Manso de Velasco del 23 de octubre de 1749 se dice que Pablo de Olavide no asistía al tribunal como debía y, aunque él argumentaba que era por enfermedad, se le veía en lugares de diversión pública.
La casa familiar de Pablo de Olavide fue de las pocas que se salvaron del derrumbamiento en el terremoto de 1746. Pablo de Olavide se dedicó a vender unos paños de Castilla que su difunto padre tenía en depósito (valorados en 26 253 pesos) de unos mercaderes madrileños y, cuando llegaron los acreedores del padre, les dijo que solo disponía de la casa.
El difunto padre, Martín de Olavide, había sido contador del Tribunal de Cuentas de Lima y un funcionario llamado Juan Bautista de Herrera quería ocupar el puesto vacante. Sin embargo, la contaduría podía ser transmitida a hijos o yernos. Por esto tuvo lugar un litigio con Pablo de Olavide donde este usó diversas estrategias de dilación del proceso, aunque este no concluyó porque Pablo embarcó para España.
Su tío, Domingo de Jáuregui, era fiador de Martín de Olavide por la mercancía de 26 253 pesos. Cuando el apoderado de los comerciantes madrileños le pidió a Pablo de Olavide que reembolsase dicha suma este les remitió a su tío. El hombre de negocios de Domingo, el marqués de Negreiro, se informó de que Pablo había prestado 40 620 al armador de un barco. Domingo pidió entonces el embargo de esta suma. El regente del Tribunal de Cuentas, marqués de Casa Calderón, lo evitó aludiendo a una nota marginal en una escritura notarial. El marqués de Negreiro recibió amenazas de muerte si llevaba el asunto más lejos pero las ignoró y decidió ir a la justicia. La nota en el registro notarial resultó ser una falsedad introducida más tarde con la complicidad del marqués de Casa Calderón, del notario Felipe Jaraba, de su escribiente Manuel Guzmán y del testigo Juan de Vega. Finalmente, Olavide y el marqués de Casa Calderón lograron acallar al marqués de Negreiro prometiéndole dos tercios del crédito. El 14 de octubre de 1750 el Consejo de Indias aprobó encargar al virrey anular las transacciones consentidas en estas condiciones y, en espera de la sentencia definitiva, desterrar a los culpables a cierta distancia de Lima. Esto le fue transmitido al virrey por el marqués de la Ensenada en abril de 1751. Posteriormente, el virrey respondió que el marqués de Casa Calderón había sido confinado a 25 leguas de Lima pero que no se había podido poner en contacto con Olavide porque este embarcó en septiembre de 1750 a España haciendo uso de una autorización que parecía concedida por el rey.

### Viaje a España
Olavide llegó en barco a la Ciudad de Panamá. Cruzó el istmo por el Camino de las Cruces hasta llegar a Portobelo, en el Caribe. De allí pasó a Cartagena de Indias, donde le robaron el poco dinero que llevaba y contrajo unas tercianas. Olavide se tuvo que alojar en el hospital de pobres de Cartagena, de donde salió tres meses después. Se encontró con un viejo conocido de su padre, que le ayudó en su recuperación. Decidió ir luego a Caracas, donde vivía un hombre que había hecho negocios con su padre. Como no podía pagar el viaje por mar, viajó en una caravana de mulas. Sin embargo, el camino estaba cortado en Sierra Nevada por los indios guajiros y fue entonces hacia la costa, a Riohacha. Allí se embarcó en una balandra holandesa. El capitán de la balandra le dijo que iba a Caracas pero se dedicó a realizar contrabando en Curazao, Pitiguao y las Islas Vírgenes. Finalmente, llegó a Caracas y se reunió con ese amigo de su padre. Debió de hacer negocios con mercancías que traía porque emprendió su viaje a España con algún dinero.[¿cuándo?]

### Llegada a España y viajes al extranjero
Llegó a Cádiz a finales de junio de 1752 y permaneció en esta ciudad cuatro meses. Luego llegó a Madrid, donde se hallaba el Consejo de Indias. Fue interrogado y se le condenó a arresto domiciliario bajo pena de 2000 pesos de multa. Se le confiscaron sus papeles y, en ellos, se encontró que había estado en Curazao, posesión extranjera, y que había llevado a cabo actividades comerciales ilegales. En un nuevo interrogatorio, Olavide trató de justificar el itinerario seguido pero sus explicaciones al fiscal del Consejo de Indias no sirvieron y el 19 de diciembre de 1754 Olavide fue apresado en la Cárcel de la Corte y se le embargaban todos sus bienes, incluyendo los que tenía en Cádiz. Sin embargo, el proceso se vio obstaculizado por el hecho de que parte del expediente estaba en Lima y algunos testigos debían ser llamados a ratificar sus primeras declaraciones y también por los que pensaban que tratándose de altos funcionarios no convenía seguir el procedimiento normal y que era mejor mantener ocultos ciertos documentos del proceso.
Olavide fue puesto en libertad por problemas de salud a comienzos de 1755 y estuvo en residencia vigilada en Leganés.
En 1755 Pablo de Olavide, de treinta años, se casó con una mujer llamada Isabel de los Ríos, de más de cincuenta. Esta mujer era viuda desde 1754 de un asentista llamado Fermín de Vicuña. Antes del matrimonio Isabel le donó a Pablo ante notario todos los bienes que tenía de su difunto esposo, que hacían un montante de 6 364 419 reales, un millón en dinero y el resto en inmuebles situados en Madrid y en bienes muebles (ropa, tapicería, vajilla y cuadros).
En 1743 el rey Felipe V había tomado la decisión de hacerle caballero de una de las tres órdenes militares del reino en reconocimiento de los servicios prestados por su padre. Esta decisión fue ratificada en marzo de 1756. Pablo de Olavide se hizo este año caballero de la Orden de Santiago.
Olavide hizo negocios con dos socios en España. El primero era el comerciante madrileño Joseph Almarza, que en 1756 fue nombrado director del Almacén de Tabacos de Madrid. El segundo era el quiteño Miguel de Gijón y León (1717-1794), que había sido corregidor de Otavala y había ingresado al mismo tiempo que él en la Orden de Santiago. Miguel de Gijón estará relacionado con él durante unos treinta años y era su alter ego en asuntos de confianza.
Con respecto al proceso contra Pablo de Olavide, el 16 de mayo de 1757, el rey Fernando VI decidió lo siguiente:

Movido de piedad y usando de mi superior providencia, mando se recojan los autos criminales seguidos en Lima y en el Consejo contra el marqués de Casa Calderón, don Pablo de Olavide, el escribano Felipe Jaraba, su amanuense Manuel de Guzmán y el testigo Juan Joseph Vega [...] y por lo que resulta de los referidos autos impongo a Olavide la pena de suspensión de la plaza de oidor de Lima, por el término de diez años, y cumplidos no volverá a servirla sin expreso orden mío. Le privo de cualquier derecho y acción que pueda tener a repetir en todo o en parte la cantidad con que sirvió para obtenerla, como también no podrá pedir en adelante otro ascenso o empleo por vía de recompensa, ni resarcimiento de daños y perjuicios que se le puedan haber seguido por esta causa, y con esto se cancelará la caución juratoria bajo la cual se le puso en libertad.

En 1757 realizó una viaje a Francia. Ese año se le ubica en Bagnères-de-Bigorre y Marsella. Realizó un segundo viaje al país galo entre 1758 y 1759. En 1761 se marchó a visitar Nápoles, Florencia, Roma, Loreto, Venecia, Padua y Milán. Posteriormente se dirigió a París, pasando ocho días en Les Délices, en Ginebra, donde vivía Voltaire. Este consideró a Olavide "un filósofo muy instruido y muy amable" y llegó a escribir una carta en la que decía que harían falta en España cuarenta hombres como él. En París, se estableció en una casa de la Calle Nueva de San Eustaquio en la que recibía a sabios y reunía libros. En sus viajes a Francia también aprovechaba para hacer negocios por su propia cuenta o por la de sus socios. Con respecto a las gestiones que Olavide hizo en Francia, en 1770 consta que tenía, al cuidado del banquero de la corte francesa M. Laborde, 360 000 libras. Esta cantidad fue mermando, ya que en 1775 Laborde solo le guardaba 140 000 libras. En 1764 viajó a Francia a acompañarle su prima Gracia Olavide.
Pablo de Olavide regresó a España en 1765.

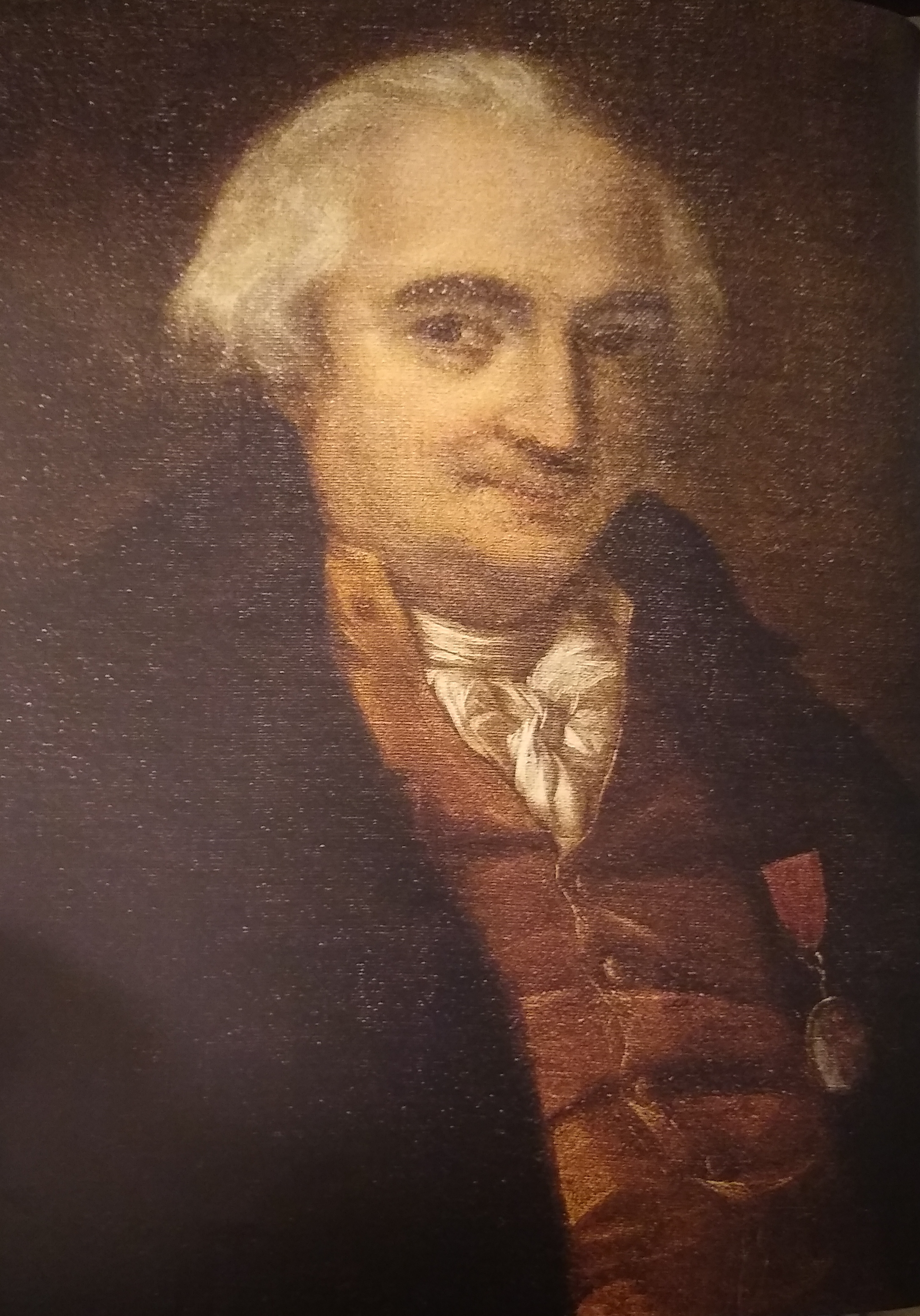
Retrato anónimo de Pablo de Olavide. Siglo XVIII. Donado por Bartolomé Soriano y Arellano al Ayuntamiento de La Carolina en 1907. Museo de La Carolina.

En su tercera estancia en Francia, reunió una gran cantidad de libros que envió posteriormente a Madrid. En 1768 llegaron al puerto de Bilbao 29 cajas que contenían 2 400 libros adquiridos por Olavide. Como por entonces vivía en Andalucía, los libros debieron ser enviados posteriormente en barco a Sevilla. En aquel entonces él estaba encargado del secuestro de libros que habían pertenecido a los jesuitas y su intención era unir a estos libros antiguos los libros modernos que él había adquirido para crear una biblioteca pública.
Aunque Olavide tenía una licencia del papa Benedicto XIV para leer libros prohibidos, escribió el 10 de noviembre de 1768 a la Inquisición española para pedirles otra licencia a ellos y, en caso de no concedérsela, se ofrecía a entregar los libros prohibidos que pudiera tener.
Olavide también estaba suscrito a periódicos extranjeros, como eran la Gazette de Leiden, la Gazette de Ámsterdam y la Gazette de Francia. También recibía publicaciones conocidas como nouvelles à la main.
Entre los libros que leía figuraban obras de pensadores como Pierre Bayle, John Locke, Alexander Pope, Montesquieu, Voltaire, Jean-Baptiste de Boyer, Diderot, Helvecio, Rousseau y Claude-Jacques Herbert. Un libro de cabecera del reformador agrario que estaba en su colección era «El amigo de los hombres» de Victor Riquetti. También tenía obras religiosas, como la Biblia, comentarios sobre sagrada escritura y obras del jesuita Claude-Adrien Nonnotte, San Francisco de Sales y el obispo Jean-Baptiste Massillon. Todo indica que la mayor parte de los libros que coleccionó eran extranjeros. Cuando, en 1776, la Inquisición mandó a recoger los libros que tenía en Madrid, solo dos eran de autores españoles: las obras de fray Luis de Granada y «Apéndice a la educación popular» de Pedro Rodríguez de Campomanes.
Olavide realizó traducciones de obras extranjeras, entre las cuales estaban: «El celoso burlado», traducida probablemente del italiano; «Mithridate» y «Phèdre», de Jean Racine; «Le joueur», de Jean-François Regnard; «Hypermenestre» y «Lina», de Antoine-Marin Lemierre; «Zelmire», de Dormont de Belloy; «Olympie», «Zaïre» y «Mérope», de Voltaire (esta última por la traducción italiana de Maffei), y «Le déserteur», de Michel-Jean Sedaine. Su prima Gracia tradujo la obra «Pauline» de Françoise de Graffigny. La mayor parte de las traducciones de Olavide fueron debieron ser realizadas en el intervalo de sus viajes a Francia o entre 1765 y 1766, antes de realizar funciones públicas.
En junio de 1765 una real cédula prohibió la representación de autos sacramentales. En 1766, con la llegada a la presidencia del Consejo de Castilla del conde de Aranda, se emprendió una reforma de las representaciones teatrales, tanto en reglamentación escénica y organización pública como en su repertorio. El conde de Aranda encargó a Bernardo de Iriarte, de educación de tipo francés, buscar en el repertorio teatral español obras susceptibles de ser arregladas para el nuevo estilo. Finalmente, se creó un teatro dirigido por José Clavijo y Fajardo para los reales sitios de Aranjuez, El Escorial y La Granja con traducciones de obras, sobre todo francesas y en menor medida italianas, realizadas por Clavijo, Tomás de Iriarte y, sobre todo, Pablo de Olavide.
Pablo de Olavide también trajo de Francia cuadros para decorar su casa.
Cuando regresó a España, Pablo de Olavide fundó una tertulia en su casa diferente de las españolas, que solo admitían varones, a la manera parisina, de toque refinado y a la que asistían también mujeres. Su prima, Gracia, contribuyó a la fama de esta. Entre los asistentes se encontraban el entonces fiscal Pedro Rodríguez de Campomanes, el escritor José Clavijo y Fajardo, el sacerdote Rafael Casalbón y Geli, el duque de Mora y la duquesa de Huéscar. También mandó construir en su casa un teatro, como ya había hecho Voltaire en su morada, donde él y sus amigos representaban comedias que él escribía o traducía.

### Director de hospicio
En mayo de 1766 el conde de Aranda tomó la decisión de encerrar a los pobres no inválidos en un hospicio. El ministro de Hacienda, Miguel de Múzquiz y Goyeneche, le recomendó encargarle esta labor a Pablo de Olavide y el conde le respondió por carta del 26 de mayo de 1766 que le parecía una buena elección. El 27 de mayo el conde de Aranda y Pablo de Olavide se dirigieron al real sitio de San Fernando de Henares, en cuyos edificios se había dispuesto la instalación del nuevo hospicio. El 4 de junio Olavide tomó posesión del cargo y, pocos días después, se hizo cargo también del Real Hospicio del Ave María y San Fernando de Madrid, fundado en el siglo XVII, ya que su director había presentado su dimisión por motivos de salud.
Olavide llevó al real sitio de San Fernando de Henares a un maestro de obras para que examinase los trabajos necesarios para el nuevo uso como hospicio. El 9 de junio de 1766 envió un informe al ministro de Hacienda diciendo que podía albergar a 1000 personas inmediatamente y que el coste sería de 12 cuartos por individuo. Él esperaba que parte del coste se sufragase empleando a los pensionados en trabajos de hilados, para lo cual ya había hablado con fábricas de Vicálvaro, que estaban dispuestas a proporcionarle algunos telares. También pidió que se pusiese como tesorero a su amigo y antiguo socio Joseph de Almarza, que trabajaría sin remuneración alguna, y que por su posición de comerciante podría animar a los gremios a dar subsidios para el nuevo hospicio.
Desde septiembre se recogieron a 1000 personas (hombres, mujeres y niños) en el nuevo hospicio. El agua del cercano río Jarama circulaba contaminada por las fábricas de textiles situadas río arriba, por lo que fue necesario canalizar el agua para traerla potable desde más de una legua.
Algunos pobres adolecían de sífilis y Olavide los acogió en un "hospitalillo" construido aparte en el Hospicio de San Fernando de Henares, donde se los curaba con modernos métodos médicos del extranjero. El resultado fue tan satisfactorio que gente de Madrid iba a este lugar para curarse de la enfermedad y el rey Carlos III autorizó la creación junto al hospicio de una pensión para que se alojasen y fuesen curados por un precio moderado.
En el nuevo hospicio se celebraba misa todos los días, los residentes debían confesarse tres veces al año y a los niños se les enseñaba dos horas al día lectura y escritura. Las mujeres y muchachas eran empleadas en trabajos de costura, los muchachos y los ancianos se encargaban de las máquinas de hilar y de los telares (de los cuales 16 se encontraban ya en funcionamiento en noviembre de 1766), mientras que los hombres maduros servían de peones y de acarreadores a los albañiles que trabajaban en el lugar. A todos los que trabajaban se les pagaba un salario de cuatro cuartos al día.
Olavide también donó al Hospicio de San Fernando de Henares 1200 celemines de trigo.
En noviembre de 1766 Olavide cayó enfermo y estuvo a punto de morir por haber comido setas venenosas. Carlos III aprobó el informe sobre el hospicio que le fue ofrecido por el ministro de Hacienda y deseo que Olavide recuperase su salud para continuar con el proyecto. Los pensionados de San Fernando de Henares pagaron a escote cirios que pusieron en la capilla del hospicio para la curación de Olavide. Fue necesario colocar a un director interino, que actuaba bajo la condición de no modificar nada de lo que había hecho el titular del cargo. En enero de 1767 Pablo de Olavide sanó y volvió a sus funciones, con gran alegría para los pensionados. Se celebró el día de su regreso repartiendo cantidades moderadas de vino para beber a la salud de Carlos III y uno de los pobres gritó "¡Viva el rey Carlos III!", lo que provocó en Olavide un llanto de alegría.
Olavide se propuso la instalación en el Hospicio de San Fernando de Henares de una fábrica de alambre y agujas. En una carta al ministro de Hacienda, justificó esto por el hecho de que no había ninguna en España y el país se podría ahorrar los costes de su importación y exportarlas luego a la América española. Para ponerla en práctica, Olavide necesitaba mil quintales de cobre recientemente llegados a Sevilla desde América. Inmediatamente, se le ordenó al intendente de Sevilla que mandase esta cantidad de cobre. Sin embargo, Olavide no tuvo tiempo de poner en marcha la fábrica, ya que a mediados de 1767 se le llamó para otra tarea.

### Síndico personero de Madrid
En agosto de 1766 tuvieron lugar unas elecciones para ser síndico personero de la ciudad de Madrid, obteniendo Olavide solamente 2 votos. En diciembre de 1766 tuvieron lugar unas nuevas elecciones para el mismo puesto. Olavide obtuvo esta vez 72 votos y quedó segundo, siendo ganador el duque de Frías, con 76. Sin embargo, el duque de Frías dimitió el 2 de enero porque tenía otras ocupaciones. El conde de Aranda reunió en su casa un consejo extraordinario y se decidió ofrecer el puesto al segundo en votos, Olavide. Olavide al principio no quiso aceptar el puesto, ya que estaba encargándose del hospicio, pero Carlos III le pidió, por medio del conde de Aranda, que aceptase ya que no dudaba de su talento y de que era capaz de ejercer el cargo sin menoscabo del hospicio. El 5 de enero Olavide fue investido de este cargo.
El 9 de enero de 1767 se celebró la primera reunión del año entre el Ayuntamiento de Madrid, su Junta de Abastos, el síndico personero y los diputados del común. Olavide propuso que los diputados se repartiesen las diferentes ramas de la administración del abastecimiento y que tomasen parte en la conclusión de contratos y mercados. El Ayuntamiento, por su parte, quería que los diputados se limitasen a un papel de inspectores y que el manejo de los negocios estuviese en manos de la Junta de Abastos, asistida por los directivos de los gremios. El desacuerdo duró más de un mes, hasta que el Consejo de Castilla dio la razón a Olavide.
En Leganés existía un peso desde hacía más de un siglo donde los mercaderes de aceite estaban obligados a entregar a un precio determinado su producto a la compañía que tenía el monopolio, por contrato, de su venta en Madrid y en un radio de cinco leguas alrededor de la capital. Como la función de los síndicos y diputados era favorecer la libertad de comercio, Olavide llevó la cuestión de este peso al Consejo de Castilla. Se elaboró un informe que se remitió a la Junta de Abastos y a Olavide. El 17 de mayo de 1767 Olavide dirigió una extensa nota a la Junta de Abastos en la que decía su opinión. Esta era que, si se había establecido la libertad de comercio para el grano por decreto del 11 de julio de 1764, debería de haber también libertad para el aceite y con esto se conseguiría bajar el precio del producto. Por lo tanto, Olavide sugirió que no se debería de renovar el contrato de monopolio a la compañía de aceite en el futuro y que se debía retirar el peso. No obstante, un miembro de la Junta de Abastos defendió el mantenimiento del peso y el Ayuntamiento y los ocho diputados del común a favor del mismo por unanimidad.

### Asistente de Sevilla

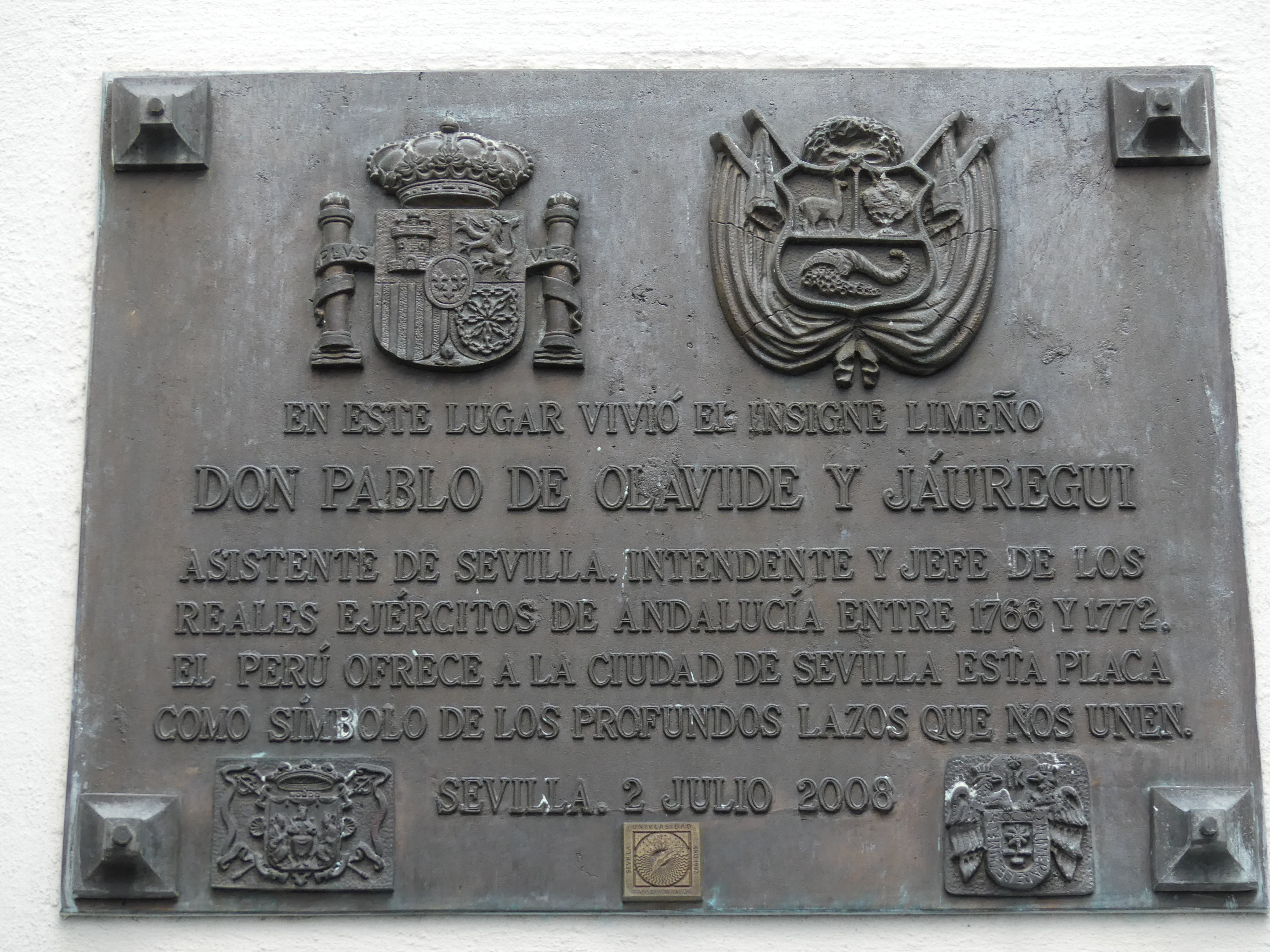
Placa de bronce dedicada a Pablo de Olavide en el Real Alcázar de Sevilla. Fue colocada en 2008 y tiene los escudos de España, Perú, Sevilla, la Universidad Pablo de Olavide y Lima.

El 22 de junio de 1767 la Gaceta de Madrid anunciaba el nombramiento de Pablo de Olavide como superintendente de las Nuevas Poblaciones, asistente de Sevilla e intendente del Ejército de Andalucía. Olavide estaría encargado de la liquidación de los bienes de los jesuitas (que habían sido expulsados de todos los dominios españoles por orden del rey del 31 de marzo de 1767) en su jurisdicción.
Olavide pasó en Sevilla entre julio de 1767 y mayo de 1769, haciendo breves visitas a Sierra Morena para vigilar los comienzos de la colonización. Se dedicará de forma absorbente a las Nuevas Poblaciones entre 1769 y 1773. En mayo de 1773 regresó a Sevilla, donde permaneció hasta marzo de 1774, partiendo después de nuevo a Sierra Morena y apareciendo desde entonces por la ciudad en escasas ocasiones. Fue llamado a Madrid en noviembre de 1775.
En Sevilla, Olavide vivía en la casa del asistente del Alcázar. Organizó una tertulia a la que acudieron, entre otros, el entonces escritor Gaspar Melchor de Jovellanos y el autor teatral y poeta Cándido María de Trigueros.
Olavide tuvo numerosos conflictos con la corporación municipal. En 1767 revisó las finanzas del Ayuntamiento, descubriendo graves irregularidades en los libros de cuentas. Durante los primeros meses intentó mejorar la administración de rentas y la gestión de los cobros, tratando de evitar la dispensa de los mismos y asegurando las inversiones. Redactó un Reglamento de Propios y Arbitrios que nadie quiso cumplir. El cabildo municipal denunció a Olavide ante la Corte por meterse en asuntos que consideraba que no eran de la competencia. Otro desencuentro vino cuando quiso introducir en el ayuntamiento a los síndicos para que representasen al pueblo.
Tomó medidas para la extensión del artesanado libre, lo que motivó protestas de los gremios. Estos gremios, además, no pagaban ni los tributos debidos ni los intereses. Como Pablo de Olavide era consciente de que no podría exigirles el pago por la fuerza ni incautar sus bienes, propuso que pagasen su deuda poco a poco mensualmente. Los gremios aceptaron esta solución, pero no pagaron ni el primer mes, protestaron contra un diputado mayor que les representaba y había pactado con Olavide, cerraron las tiendas y protagonizaron encierros en las iglesias.
Para realizar un trabajo urbanístico eficaz lo primero era disponer de un buen plano de la ciudad, pero no existía ninguno. Entonces encargó a un ingeniero, Francisco Manuel Coelho, realizar uno. Luego fue grabado por José Amat e impreso en Madrid en 1771.
En 1770 Olavide organizó la laberíntica ciudad en cuarteles, barrios y manzanas y colocó muchos azulejos para indicarlos.
A comienzos de 1770 el ingeniero Francisco de la Peña Ramírez informó a Olavide que los trabajos de nivelación en algunas partes de la ciudad estaban terminados. También se llevó a cabo el ensanche de la Puerta de San Juan, donde las personas solo podían pasar de una en una. Junto al río Guadalquivir se construyeron dos estacadas para proteger los barrios de las riadas.
El barrio de La Laguna, que era marginal, fue completamente arrasado y reedificado con arreglo a un nuevo trazado, lo cual despertó resistencias. También generó enconamiento que quitase cruces y estatuas de santos de encrucijadas o calles donde entorpecían la circulación, así como de establecimientos de mala reputación, para situarlas al lado de las iglesias.
Se creó un alumbrado público para las noches de invierno, se reglamentó la circulación nocturna, se prohibió llevar armas y se publicaron disposiciones sobre alojamientos. Para evitar que hubiera ahogados en el río, prohibió los baños en el mismo fuera del sector previsto para ello, se establecieron baños públicos como los que Olavide había visto en Burdeos y se organizó un servicio de socorro para los que estuvieran en trance de ahogarse.
Dispuso la instalación de adoquinado y alcantarillado en algunos barrios, redactó un Reglamento General de Limpieza de las Calles donde encargaba que estas se limpiasen semanalmente y no mensualmente como hasta entonces era costumbre y creó un grupo de diputados de husillos para encargarse de estos. También ordenó la desecación de lagunas interiores de la ciudad.
Olavide creó el Paseo de las Delicias en el antiguo camino de la Bellaflor.
En 1770 el conde de Aranda le encargó que hiciese un censo de todas las asociaciones religiosas (cofradías, hermandades, etc.) de Sevilla que celebrasen una o más fiestas al año. Olavide contabilizó 1120. De todas ellas, solo 9 contaban con autorización real. El resto solo contaban con autorización del ordinario y se valían de ella para someter a los tribunales eclesiásticos sus causas, con menoscabo de la justicia real. Olavide se propuso dejar solo las que tenían autorización real y que, en adelante, estas solo fuesen concedidas a las que se consagrasen a la asistencia en hospitales y prisiones y a las que contribuyesen al esplendor del culto en las parroquias que tuviesen recursos insuficientes. Sin embargo, fue acusado de sacrílego y su propuesta quedó solo en un proyecto.
Olavide se planteó hacer al río Guadalquivir navegable de Sevilla hasta Andújar. Para ello, el ministro de Hacienda puso a su disposición al ingeniero francés Joseph Espelieux. Sin embargo, este enfermó y tuvo que ser sustituido por otro francés, Carlos Lemaur. Los trabajos de nivelación para ello comenzaron en 1775, pero a finales de ese año Olavide llamó a Lemaur a Sierra Morena para construir una carretera entre Valdepeñas y Andújar, trabajos que fueron finalizados en 1780. Para entonces Olavide ya no estaba en Andalucía y su idea con respecto al Guadalquivir quedó en un proyecto.
Decidió construir un teatro en una parcela que le cedió el duque de Medina Sidonia, con planos del francés Charles La Traverse. Mientras este se edificaba, mandó hacer otro provisional de madera en la calle San Eloy. Para las representaciones, Olavide tomó a su servicio la compañía de un empresario apellidado Chacón. Con el propósito de garantizar la virtud, se completó el reglamento del anterior asistente, Ramón de Larumbe, que trataba de la policía de las representaciones y de los buenos modales de actores y actrices, y un director de teatro nombrado por Olavide se encargó de su cumplimiento. Paralelamente, instaló en una casa del barrio de San Vicente una institución con el nombre de "seminario" donde muchachas pobres aprendían del actor francés Louis Reynaud el arte de la declamación y la representación. También abrió otro centro de enseñanza de arte dramático para jóvenes que tuvieran vocación teatral. Aparte intervino, gracias a su influencia en el Consejo de Castilla, a abrir sendos teatros en Cádiz y Écija. El moderno teatro que Olavide estaba construyendo en Sevilla no se llegó a inaugurar.
En abril de 1775, en la casa del asistente del Alcázar de Sevilla, Olavide y otros ilustrados pusieron las bases de la Sociedad Patriótica Sevillana. Tuvo un número de miembros inicial de 40. En el siglo XIX pasó a llamarse Sociedad Económica de Amigos del País de Sevilla.

### Nuevas Poblaciones

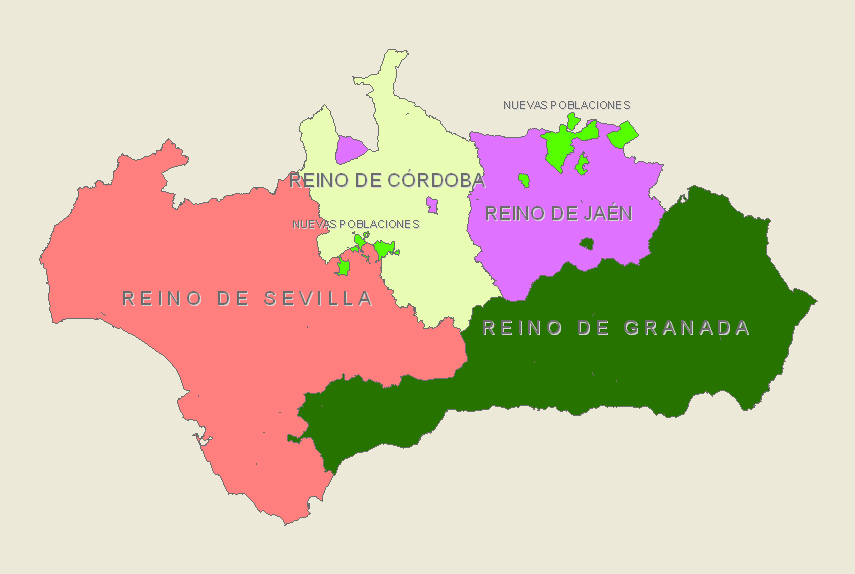
Los cuatro reinos de Andalucía y las Nuevas Poblaciones de Andalucía y Sierra Morena, en verde claro

En mayo de 1766 el bávaro Gaspar de Thürriegel propuso a Carlos III reclutar a unos seis mil colonos en Flandes y Alemania para cultivar las tierras vírgenes de Puerto Rico y América del Sur. Olavide fue consultado sobre esto y se manifestó en contra. También opinó en contra una comisión creada al efecto. El Consejo de Castilla decidió entonces asentar esa población en Sierra Morena, para mejorar la ruta creada en 1761 entre Andalucía y Madrid, donde solamente había algunas ventas y bandoleros. El 26 de febrero de 1767 el Consejo de Castilla propuso al soberano el nuevo proyecto de convenio, que fue ratificado el 3 de marzo. El 2 de abril de 1767 se hicieron públicas las condiciones: Thürriegel recibiría 326 por cada persona, el título personal de coronel y ocho títulos de capitán o teniente que podría repartir a voluntad. A las nuevas fundaciones llegaron también 100 familias suizas reclutadas por Joseph Yauch.
Giacomo Casanova, que estuvo en España entre 1767 y 1768, dice en sus memorias que recomendó a Olavide dar a los suizos magistrados y clérigos de aquel país para los primeros tiempos, por tratarse, según él, de un pueblo muy nostálgico. Olavide resolvió el asunto religioso de los colonos trayendo a capuchinos extranjeros.
Desde mediados de 1767 Olavide trabajaba con Campomanes en la elaboración de las instrucciones sobre el recibimiento en España de los nuevos colonos y del Fuero de las Nuevas Poblaciones.
Entre las normas puede mencionarse que cada familia tendría derecho a 50 fanegas de tierra (unas 33 hectáreas), recibiría a su llegada los instrumentos necesarios para labrarla y un ganado de dos vacas, cinco ovejas, cinco cabras, cinco gallinas, un gallo y una cerda, así como que cada ayuntamiento edificaría una escuela y la educación elemental sería obligatoria para todos los niños.
Una semana después de publicarse el Fuero de las Nuevas Poblaciones, Campomanes dio instrucciones a los comisarios encargados de inventariar los bienes confiscados a los jesuitas en la Mancha, Extremadura y Andalucía de dar a Olavide ganado, grano, muebles y utensilios agrícolas confiscados a esta orden religiosa.
Olavide reclutaría personalmente a sus colaboradores y, administrativamente, respondería solo ante el Consejo de Castilla.
El 20 de agosto de 1767 Olavide llegó a Sierra Morena, procediendo a realizar las primeras delineaciones topográficas de la región y a disponer todo lo necesario para la fundación de las primeras poblaciones.

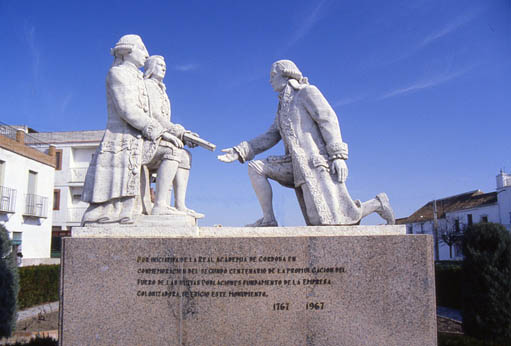
El rey Carlos III, acompañado por Campomanes, frente a Olavide, arrodillado. Monumento en el municipio de La Carlota.

En septiembre de 1768 el Consejo de Castilla autorizó a crear nuevos centros de colonización más al sur que fueron designados en lo sucesivo como Nuevas Poblaciones de Andalucía.
Los municipios fundados en Sierra Morena fueron: La Carolina (sede de la intendencia), Carboneros, Guarromán, Santa Elena, Arquillos, Aldeaquemada, Montizón y Almuradiel. Los municipios andaluces fundados más al sur fueron La Carlota (sede de una subdelegación), San Sebastián de los Ballesteros, Fuente Palmera, Fuente Carreteros, La Luisiana, Cañada Rosal y Prado del Rey.

### Plan de reforma universitaria
En Sevilla el panorama de la enseñanza superior en el siglo XVIII era singular. La Universidad de Sevilla era una dependencia del Colegio de Santa María de Jesús, fundado en el siglo XVI, y el colegio escogía al rector. Por otro lado, se encontraba el Colegio de Santo Tomás, fundado en el siglo XVI por los dominicos, y que también tenía rango de universidad. Hasta 1767 los jesuitas rigieron en Sevilla el Colegio de San Hermenegildo, donde se enseñaban humanidades que no figuraban en el programa de la universidad (Retórica, Poética, etc.), así como Filosofía y Teología. Tras la expulsión de los jesuitas, la Real Academia Sevillana de Buenas Letras invocó una Real Provisión del 5 de octubre de 1767 para pedir al gobierno real que sus maestros seculares ocupasen las cátedras vacantes del Colegio de San Hermenegildo. Tras consultarse el asunto en Consejo de Castilla, la petición de la Academia fue remitida a Olavide.
Olavide escribió al Consejo de Castilla un memorial que constaba de dos partes: una, a nivel local, pedía que los edificios de los jesuitas fueran distribuidos entre diversas instituciones de caridad y de enseñanza, y otra, de interés general, era un plan de reforma de la enseñanza superior aplicable a todas las universidades de España.
Olavide se reunió con el arzobispo de Sevilla, el presidente de la Audiencia, con varios profesores de la Universidad de Sevilla y con varios sevillanos destacados en el terreno laico y religioso. En el plan de estudios propuesto por Olavide participaron sevillanos destacados: Domingo Morico redactó la parte relativa a la enseñanza de las matemáticas, José Ceballos lo respectivo a estudios teológicos y Bartolomé Romero lo respectivo a estudios jurídicos.
Para Olavide, el nuevo estatuto de las universidades debía basarse en dos principios: el monopolio de la enseñanza superior en favor de establecimientos instituidos o aprobados por el Estado y la autonomía interna de cada universidad.
El plan de estudios respeta la división en facultades (o cursos). Cada universidad tendrá cuatro: Física (o Filosofía), Medicina, Derecho y Teología, aunque Olavide aspiraba a añadir además un curso especial de Matemáticas. Al acabar los estudios de cuatro años en la Facultad de Física los estudiantes podrán elegir entre las otras tres facultades, donde deberían pasar otros cuatro años. Para obtener el título de bachiller los estudiantes debían pasar un año suplementario donde repasarían conocimientos anteriores para perfeccionarlos. Con respecto a la docencia, Olavide dice que el profesor debe explicar y comentar cursos impresos (libros o manuales) puestos a disposición de los alumnos. Además, la universidad deberá poner a disposición de profesores y alumnos una biblioteca bien nutrida.
El proyecto de Olavide sobre estudios superiores, fechado el 12 de febrero de 1768, fue sometido al Consejo de Castilla y fue apoyado por el fiscal Campomanes. Fue aprobado provisionalmente y, finalmente, fue confirmado por cédula real del 22 de agosto de 1769.
En Sevilla, el Colegio de Santa María de Jesús dejaría de controlar la Universidad de Sevilla y el rector sería elegido por un claustro de profesores. El edificio del Colegio de San Hermenegildo sería un hospicio y la Universidad de Sevilla, renombrada como Universidad Literaria, trasladaría su sede en 1771 a la antigua casa profesa de los jesuitas en la calle Laraña. En 1772 sería elegido por elecciones como rector el canónigo Pedro Manuel de Céspedes.
En 1770 Carlos III decretó unas nuevas reglas para obtener grados académicos y, en especial, el título de bachiller. El título de bachiller en Artes sería necesario para obtener posteriormente el de Medicina o Filosofía, que deberían cursarse durante cuatro años. Para el Derecho Civil y el Derecho Canónico no era necesario el título de bachiller en Artes, pero sí cursar cuatro años en la facultad correspondiente. En 1771 el rey decretó, conforme al principio esgrimido por Olavide, que los cursos seguidos en conventos, colegios o seminarios privados no tendrían ningún valor universitario y no podrían alegarse para tener el título de bachiller.
La organización de los estudios de medicina que propuso la Universidad de Salamanca al Consejo de Castilla en 1772 está copiada de lo que propuso Olavide en 1768. Este mismo modelo sería adoptado por la Facultad de Medicina de la Universidad de Valladolid y otras universidades del reino.

### Plan de reforma agraria
En febrero de 1768, Olavide recibió un cuestionario con cinco puntos para proponer mejoras para la agricultura. En marzo respondió con un extenso informe. Para Olavide es un problema que solo un tercio de Andalucía esté destinada a cultivos y propone roturar también las dehesas, lo cual no se hacía porque se temía la ruina de los ganaderos. Según Olavide, el labrador cría mejor los ganados. Otro problema sería que las tierras cultivadas están repartidas en vastas extensiones que dependen de un cortijo, que es una unidad de explotación y no un núcleo de población. Los pueblos podían estar alejados varias leguas de los cortijos y se daba el caso de que a veces los agricultores tenían que dormir acampados en el campo durante las temporadas de trabajo. La finca era explotada directamente por cuenta del propietario utilizando un capataz que dirigía los cultivos o bien la tierra era objeto de un contrato de arriendo y a los que la arrendaban les resulta más cómodo alquilárselo todo a una sola persona que a una multitud de colonos. Se daba también el problema de que algunos sacaban dinero solo subarrendando en pequeñas partes lo que ellos habían arrendado en conjunto. Además, el dueño de la tierra podía despedir al agricultor cuando quisiera y los arrendamientos eran temporales y de plazo muy breve, siendo los más prolongados de unos tres años. Cada vez que se cumplía el pazo de arriendo el propietario exigía que se le adelantase el dinero del siguiente por un precio mayor y si el agricultor no podía pagárselo le arrendaba esa tierra a otro. Para Olavide, la solución sería darles a los pequeños arrendadores (llamados en Andalucía "pelentrines") tierra por medio de un arriendo muy largo o la propiedad de la misma por medio de una enajenación.
Los braceros y jornaleros más favorecidos añadían al producto de su trabajo en los cortijos el arriendo de pequeñas parcelas próximas a sus pueblos pero, como las tierras tan bien situadas son escasas, los propietarios piden precios muy altos por estos arriendos mientras que a media legua de los pueblos se dan casos de tierras abandonadas por encontrarse demasiado lejos. Los menos braceros y jornaleros menos afortunados, dice Olavide, trabajaban en cortijos y olivares por temporadas, durmiendo en el suelo y alimentándose solo del pan y el gazpacho que les daban y, cuando terminaba la temporada, no tenían nada y se veían obligados a mendigar.
La falta de apego a la tierra impedía el progreso de las técnicas agrícolas. El arrendatario, expuesto a ser expulsado, se preocupaba poco de introducir mejoras costosas en tierras sobre las que tenía un disfrute precario y los jornaleros no se preocupaban por el rendimiento de tierras que no eran suyas. Por todo ello, se ignoraba el uso del rastro, no se arrancaban las malas hierbas, no se seleccionaban las semillas y no se enriquecía el suelo. Además, la práctica de la rotación trienal hacía que se sucedieran dos años de barbecho a uno de labor, de manera que en la práctica solo una novena parte del suelo andaluz era cultivada.
La costumbre conocida como "derrota de mieses" permitía a los pelentrines criar algunas cabezas de ganado, que pastaban en las zonas en barbecho abiertas pero, por otro lado, tener las tierras abiertas a Olavide le parecía un atraso. La derrota de mieses agotaba la tierra porque los propietarios de ganados se apresuraban a llevar a sus reses a pastar antes de que lo hiciera otro cuando la hierba apenas había tenido tiempo de crecer y el rendimiento de esos inmensos pastos era muy flojo. Por otro lado, los agricultores, temiendo que los ganados se adentrasen en las zonas cultivadas, se daban prisa en cosechar sin esperar a que las espigas estuvieran completamente maduras. Además, la derrota de mieses impide a los agricultores conservar la paja con la que podrían alimentar a animales en un establo durante el invierno y no daba lugar a desarrollar cultivos nutritivos o forrajeros (como el cáñamo, las habas, los garbanzos, etc.).
Olavide propone prohibir los subarriendos, prohibir las evicciones de los agricultores de las tierras que tenían arrendadas o someterlas a severas medidas restrictivas y fomentar los arriendos a largo plazo. Para Pablo de Olavide, el propietario no debería de echar al colono de las tierras arrendadas salvo que el colono no pagase durante dos años consecutivos, si el colono ha dejado durante un año de cultivar la mitad de la tierra y o si propietario quisiera cultivarla él mismo. También propone que la cuota por la tierra sea la novena parte de la cosecha. Olavide también propone prohibir nuevos mayorazgos (ya que esas tierras no pueden ser vendidas ni objeto de arriendo a largo plazo) y obligar a los monasterios a arrendar sus tierras (para que estuviesen mejor cultivadas y los clérigos no se distrajesen de tareas distintas de su vocación). Con respecto a las tierras del Estado confiscadas a los jesuitas, propone arrendarlas y destinar el dinero obtenido a obras pías.
También proponía repartir los terrenos baldíos, tierras también comunes, que ocupaban dos tercios del suelo de Andalucía. Quien quisiera labrar la tierra por sí mismo podría adquirir de 50 a 200 fanegas con la obligación de construir una vivienda. Todo el que quisiera comprar terreno para establecer colonos en él podría adquirir 2000 fanegas para asentar a 40 braceros con la condición de dar a cada uno un par de bueyes, instrumentos de labor y la posibilidad de construir. Todos los demás baldíos se adjudicarían a censo perpetuo en lotes de 50 fanegas a quienes lo pidieren con la condición de que no posean ya una explotación de más de 30 fanegas, que tengan dos pares de bueyes y se comprometan a construir.
La Sociedad Económica de Amigos del País, fundada en Madrid en 1775, convocó en 1777 un certamen público sobre el tema de la agricultura. José Cicilia Coello presentó una memoria sobre el tema que plagia este informe de Olavide.

### Reparto de los bienes propios de las ciudades
Los terrenos de las ciudades, conocidos como "bienes propios", eran normalmente objeto de adjudicaciones periódicas de las que se beneficiaban sobre todo los grandes propietarios locales. Para impedirlo el Consejo de Castilla tomó una medida en Extremadura, que extendió el 12 de junio de 1767 a La Mancha y Andalucía. En ella se disponía que estas tierras fuesen repartidas anualmente teniendo preferencia los braceros y jornaleros, luego los poseedores de un tiro de mulas y, finalmente, labradores que dispusieran de dos o tres yuntas de bueyes. Tras llegar a Sevilla en 1767, Olavide tuvo que ocuparse de este asunto desde la presidencia de la Junta de Propios. Se dio cuenta de que había terrenos muy lejos del núcleo urbano y la breve duración de la ocupación prevista, de solo un año, impedía que estos se instalasen en una vivienda en ese lugar. Propuso entonces que las tierras situadas a menos de media legua del núcleo urbano serían divididas y adjudicadas anualmente a los braceros, mientras que las que estuvieran más lejos serían dadas a pelentrines (pequeños arrendadores) y peguajaleros (aquellos que tenían poca tierra) mediante una renta perpetua de un octavo de las cosechas con la obligación de cerrar la parcela y construir en ella una vivienda. Esta modificación recibió la aprobación del Consejo de Castilla en 1768.

### Campaña contra Olavide
En 1768 Olavide elaboró un reglamento para instaurar en Sevilla los famosos bailes de máscaras durante el Carnaval. El carmelita descalzo José de la Asunción denunció el reglamento ante la Inquisición. La Inquisición logró una autorización del rey para retirar el reglamento.
En octubre de 1767 el fray José de la Cruz, rector habitual de Teología del Colegio del Santo Ángel de la Guarda, denunció a Olavide ante la Inquisición. Según decía, había visto en el despacho del asistente pinturas indecentes, había oído decir que era amigo de Voltaire y que consideraba como muy positiva su máxima de que donde florece el teatro florece la erudición y, finalmente, que había oído decir que escuchaba misa de forma irrespetuosa, cruzando las piernas y sin hacer nada en el momento de alzar. La Inquisición de Sevilla estuvo interrogando a gente sobre si Olavide tenía pinturas indecentes y libros prohibidos entre 1768 y 1769. Con la retirada del asistente a La Carolina este último año el asunto quedó detenido, pero en 1773 se desencadenaron nuevas denuncias y nuevos interrogatorios que durarían hasta 1776.
A partir de 1777 circuló una novela satírica contra los ilustrados en general y contra Pablo de Olavide en particular, con el título de «El siglo ilustrado o vida de Don Guindo de la Ojarasca, nacido y educado, ilustrado y muerto según las luces del presente siglo-dado a la luz para seguro modela de las costumbres por D. Justo Vera de la Ventosa- año de MDCCLXXVII». La obra y el autor fueron perseguidos por las autoridades.
Olavide tuvo que aceptar la presencia de capuchinos extranjeros en las Nuevas Poblaciones para que atendiesen espiritualmente a los colonos germanoparlantes y francófonos. En 1772 los capuchinos dirigieron una carta al general de la orden para quejarse de malos tratos que recibían de los jefes de las colonias. Estas quejas eran vagas y no señalaban hechos concretos, pero fueron transmitidas al primer ministro Jerónimo Grimaldi y a Olavide. Olavide encargó al vicario Juan Lanes Duval que mandase a cada capuchino exponer sus razones de descontento. Fray Romualdo de Friburgo, un capuchino que había llegado en 1770, declaró que no tenía ninguna queja que presentar y el resto rehusaron responder ante él.
Fray Romualdo de Friburgo empezó a introducir entre los colonos alemanes el fraternum foedus, una mezcla de sociedad comercial, de caja de ahorros y de compañía de seguros.
Con el paso del tiempo, empezaron a llegar colonos del Levante español y las colonias comenzaron a hispanizarse. Al no poder asegurarse la dirección espiritual ni mundana en el futuro de las Nuevas Poblaciones se predispuso en contra de las colonias y en 1774 empezó a intentar provocar y facilitar deserciones y a organizar rebeliones contra la administración pública. El 27 de marzo de 1776 el Consejo de Castilla dirigió al rey un informe en el que pedían la expulsión de este fraile capuchino. Tal vez advertido de ello, Romualdo se marchó de las Nuevas Poblaciones y abandonó España después del verano de ese año.
Sin embargo, fray Romualdo ya había atraído a su causa al confesor del rey Carlos III y consejero de la Inquisición fray Joaquín de Eleta. Además, en 1775 fray Romualdo había denunciado a Olavide ante la Inquisición de Córdoba, aportando dos largas memorias con todos sus supuestos errores en materia de fe.
Las pesquisas de la Inquisición de Sevilla y las denuncias de la Inquisición de Córdoba fueron a parar al Consejo de la Suprema Inquisición, que era el único que podía juzgar a Olavide. El 31 de octubre de 1775 el inquisidor general dirigió al rey Carlos III una petición para proceder contra Olavide. El monarca aceptó y mandó llamar a Olavide a Madrid. En diciembre de 1775 Olavide se dirigió a la capital, abandonando las Nuevas Poblaciones.

### Detención y condena por la Inquisición
El 14 de noviembre de 1776 fue detenido en la casa en la que vivía en Madrid, la de Francisco Luis Urbina Ortiz de Zárate, fiscal militar del Consejo de Guerra. Fue encarcelado en la prisión de la Inquisición y, durante dos años, nadie en el exterior supo de él. En mayo de 1777 su mujer, Isabel de los Ríos, escribió una carta al ministro de Justicia, Manuel de Roda y Arrieta, que quedó sin respuesta. En octubre Isabel escribió a Carlos III una memoria recordándole cuánto había hecho su marido por el rey y donde decía que, debido a los rumores que corrían por Madrid sobre él, se había tenido que retirar a vivir en Fuencarral. Por orden del monarca, esta memoria fue remitida por Roda al inquisidor general, Felipe Beltrán, que no respondió. En diciembre se mandó a Beltrán una súplica de parte de toda la familia de Olavide que residía en Vizcaya, Navarra, Castilla, Andalucía y América. Al mismo tiempo, Isabel escribió al rey para pedirle que se restableciese el honor de Pablo de Olavide.
El 20 de diciembre de 1776 el periódico Metra informaba desde Versalles de la detención de Olavide. El 28 de diciembre el enciclopedista Jean le Rond d'Alembert escribió a Voltaire para informarle que el rey de España había vigorizado la Inquisición más que nunca y este le respondió que si Olavide estaba en los calabozos de la Inquisición con el consentimiento de Su Majestad Católica sería difícil consolarle y que se preocupaba por él. En febrero de 1777 Federico II de Prusia respondió a una carta de d'Alembert, en la que le preguntaba por su opinión sobre lo que ocurría en España, lo siguiente:

Cartas de España me habían anunciado, desde hace algunos meses, que el rey había dado señales de enajenación; la mayor prueba de locura que un hombre puede dar es entregarse en manos de su confesor [...] Se estremece uno de indignación al ver a la Inquisición restablecida en España.

Las gacetas de Holanda presentaron el encarcelamiento de Olavide como preludio de medidas contra los ilustrados.
Gracias a su rango, Olavide contó en prisión con ciertas comodidades: calabozo recién alfombrado, brasero, luz de noche y asistencia de un criado. Su primer criado fue el provenzal Joseph Armelin, que le había atendido en casa de Luis de Urbina y con el que tramó un plan de huida del que los inquisidores sospecharon. Tras esto, pasó a ser servido por Joaquín Fürster. Olavide le planteó a Fürster nuevos planes de evasión pero este no quiso colaborar.
Las acusaciones realizadas contra Olavide entre 1766 y 1776 eran 146 y la Inquisición las agrupó en 18 capítulos, con los siguientes nombres:

- Milagros atribuidos a causas naturales. De la providencia creativa.
- Toque de campanas.
- Trabajar en días de fiesta. Sobre el culto divino (con relación textual de las palabras de Olavide: "Que el verdadero culto que se debe a Dios es adorarle in spiritu et virate como lo había visto en Francia).
- Sexto mandamiento.
- Obras de superrogación.
- Los Santos Padres.
- Las religiones y estado de celibato.
- Establecimiento de bailes públicos en los días más sagrados; hacer que los presenciaran los curas; máscaras.
- Ayuno, abstinencia y preceptos de la Iglesia.
- Libros prohibidos (entre las obras o autores citados d'Alemberg (sic); Montesquieu -L'Esprit des Lois-; Voltaire -sus 24 obras en tomos-); se menciona la licencia de leer libros prohibidos, según declaración de un testigo. Proposiciones malsonantes contra el Santo Oficio.
- Imágenes, culto e invocaciones de los santos. No tener alguna imagen santa en su casa. Pinturas deshonestas.
- Mezclar en los sagrados ritos de la misa otros y oírla con irreverencia.
- No hay infierno; la culpa original no estaba clara en las Escrituras; no consta en el Antiguo Testamento que haya vida eterna; permite protestantes.
- En la primitiva Iglesia no se celebraban matrimonios delante de los curas; debían estos ser solubles, como lo eran entonces.
- Teatro de comedias y erección de seminario de muchachas.

Juan García del Río dice que entre estas acusaciones de herejía «había muchas exactas si bien otras eran impertinentes, tales como haber defendido el sistema de Copérnico y haber prohibido en las colonias que se tocasen las campanas a muerto, para que no se abatiese el ánimo de los pobladores a quienes diariamente diezmaba la peste».
Entre 1776 y 1777 la Inquisición recogió 80 declaraciones, que no venían sino a confirmar cosas recabadas con anterioridad.
La sentencia fue leída el 24 de noviembre de 1778 en un autillo, que era un acto que tenía lugar en los locales de la Inquisición y al que solo asistían personas expresamente convocadas por el tribunal, la mayoría de las veces "para que escarmentaran en cabeza ajena lo que pudiesen temer igual suerte", según Joaquín Lorenzo Villanueva. Se celebró en la sala de la Inquisición de Corte de Madrid y fueron invitadas 40 personas destacadas, muchas ellas miembros de los Consejos de la Monarquía, aristócratas y clérigos.
Olavide fue declarado "convicto, hereje, infame y miembro podrido de la religión". Se le condenó a ser desterrado a 20 leguas de la Corte y los reales sitios, de Lima y de Andalucía, así como a ser encerrado en un monasterio durante ocho años con un director que le enseñase todos los días la doctrina católica y que se le hiciese confesar, oír misa, rezar el rosario y ayunar todos los viernes por un año si lo permitiese su salud. Se le prohibía ceñir espada y llevar oro, plata, piedras preciosas o sedas. También se le confiscaron sus bienes y se le privó a él y a sus descendientes hasta la quinta generación de tener empleo alguno.
Cuando a Olavide se le calificó de hereje dijo "No, eso no" y se desmayó. Volvió en sí con la ayuda de unos médicos y la sesión continuó. La sentencia contemplaba que se retractase de sus errores en ese momento, reconciliándose con la Iglesia vestido con la coraza (casaca con la cruz de San Andrés) y el sambenito. Por compasión a causa de su desvanecimiento, el inquisidor general le dispensó de ponerse ese atuendo. Había cuatro sacerdotes con varas para azotarle mientras se entonaba el Miserere, pero esta afrenta también le fue ahorrada. Firmó llorando la protestación de fe, con lo que se le levantaba la excomunión.
Algunos historiadores han señalado que Olavide fue procesado porque el rey Carlos III lo permitió. La razón, según José Luis Gómez Urdáñez, fue que el rey quiso dar un aviso a los "heterodoxos" de que las innovaciones tenían límites así como cierta libertad de costumbres.
El autillo de Olavide fue probablemente el de mayor repercusión pública en la historia de la Inquisición, tanto en España como en el resto de Europa, lo que contribuyó a desprestigiar a la institución. La «Gazette de Leyde», que consideró la condena "una de las noticias más espantosas para la humanidad". El abate de Véri, muy introducido en los círculos gubernamentales franceses, escribió indignado sobre el hecho. También figura en las «Mémoires secrets de Bachaumont». Frédéric-Melchior Grimm escribió el 11 de diciembre de 1778 a Catalina II de Rusia diciendo: "No dudo que Su Majestad Imperial quedará fuertemente impresionada cuando conozca la suerte del desgraciado Olavides (sic) y la sentencia del Santo Oficio de la Inquisición de Madrid. El siglo XVIII del Ermitage y de Tsarkoe-Selo y el de Madrid y del Escorial no son contemporáneos". En marzo de 1779 Marmontel leyó un discurso en la Academia Francesa donde se alababa al ya difunto Voltaire y se aludía a la condena de Olavide.
El 16 de agosto de 1779, en la logia Neuf Sœurs, en presencia de personalidades como Benjamin Franklin, el poeta Roucher leyó el canto XII de su poema «Les Mois», donde se habla con metáforas de esta condena.
Entre finales de 1779 y comienzos de 1780 Diderot escribió una breve biografía de Olavide. Para ello utilizó unas memorias escritas por Miguel Gijón y León, colaborador en los primeros tiempos de la colonización de Sierra Morena, que había marchado a Francia en 1778.
Después de la sentencia Olavide fue conducido al monasterio benedictino de Sahagún, en la provincia de León. Durante su reclusión estuvo obligado a leer las obras de fray Luis de Granada, lo que consideraba insoportable. El frío invierno le perjudicó la salud y, en junio de 1779, el inquisidor general autorizó que fuese trasladado al monasterio de capuchinos de Murcia. Como su estado de salud seguía siendo malo, a comienzos de septiembre fue acompañado por el capuchino Antonio de Murcia a tomar baños sulfurosos en Puertollano.
Paralelamente, Isabel de los Ríos consiguió que la Inquisición le devolviese sus bienes, que compartió con su marido.
Tras tomar los baños, Olavide se instaló en Almagro con el objetivo de estar más cerca de los baños para la primavera próxima. Se desconoce qué permiso tenía para establecerse allí. Olavide alquiló el antiguo colegio de los jesuitas, donde condicionó dos viviendas (una para él y su mujer y otra para sus primos) y donde fundó un hospital en el que se atendía gratuitamente a las mujeres pobres. Intentó adquirir cierto número de propiedades para convertirlas en explotaciones agrícolas e hizo traer de Valencia árboles para plantarlos en el jardín del antiguo colegio. También se dedicó a costear la estancia de mujeres en el Hospital de San Juan de Dios de Almagro.
Olavide se empezó a pasear con un bastón con pomo de oro e iba vestido con hermosísimas telas, lo cual generó murmullos en Almagro. En febrero de 1780 un comisario envió un informe al Consejo de la Suprema Inquisición donde se decía: "He oído decir que todas las formas exteriores que guarda son fingidas y que no se debería permitir su establecimiento en una ciudad tan próxima a la colonia en donde cometió sus excesos". Un mes después de recibido el informe, un comisario de la Inquisición interrogó a Olavide y le preguntó con qué derecho se había establecido en Almagro. Él dijo que contaba con la autorización del inquisidor general, pero no tenía ningún documento para demostrarlo. Días después, se ordenó a Olavide volver al convento de capuchinos de Murcia, instalándose allí a finales de mayo.
Olavide escribió a Felipe Beltrán lamentándose de su situación: vivía en un segundo piso cuando no podía subir escaleras y su estancia estaba debajo del techo, lo que hacía que fuese muy calurosa. Además, sus males físicos, atenuados por las anteriores curas, volvían a manifestarse: erisipela generalizada, escorbuto que le hace sangrar las encías e hinchazón del cuerpo. Isabel de los Ríos escribió a Beltrán pidiendo la libertad de su marido. El inquisidor, tras recibir una certificación médica de los problemas de salud de Olavide, autorizó el 26 de septiembre de 1780 que fuese dos meses a una cura termal en Caldas de Malavella, provincia de Gerona.
Olavide escribió una carta al inquisidor general diciendo que no encontraba una estación termal adecuada en España y que creía que tenía autorización para buscar una al otro lado de los Pirineos. Añadía que, como el invierno se aproximaba, tendría que esperar a la primavera próxima para hacer su cura y que por ello le hacían más de dos meses de libertad. Luego se fue a Perpiñán y, de ahí, a Toulouse.

### Exilio en Francia
Se estableció primero en Toulouse, donde se hacía llamar conde o marqués de Olavide, y le visitaban personas distinguidas. El 26 de enero de 1781 supo que el rey español Carlos III pidió al rey francés Luis XVI su extradición y huyó a Ginebra. No obstante, la extradición de una persona con esa condena inquisitorial no estaba contemplada en el convenio entre Francia y España de 1762 y el 2 de febrero de 1781 el gobierno francés se negó a extraditar a Olavide, aunque dijo que se le vigilaría y se le insinuaría que volviese a España cuando su salud se lo permitiese. El diplomático francés Jean-François de Bourgoing escribió que "los crímenes del señor Olavide no son del género que los Estado civilizados han acordado entregar mutuamente a sus autores".
Su esposa, Isabel de los Ríos, se instaló en casa de la prima de Olavide en Baeza, Tomasa de Arellano y Olavide, esposa del marqués de San Miguel. La casa se encontraba en frente de la Iglesia de San Pablo y antes había pertenecido a los Valderrábano, cuyos escudos aún se conservan en uno de los muros del edificio moderno esquina con la calle General Cuadros. Isabel acudía a la Iglesia de San Pablo y al Convento-Colegio de San Basilio Magno, de carmelitas descalzos. La iglesia del convento, dedicada a la Virgen del Carmen, tenía un altar dedicado a San José, del que ella era muy devota. Falleció en 1783 y fue enterrada en el altar de San José de la iglesia de los carmelitas.
En mayo de 1781 Olavide se encontraba en París. En esta ciudad empezó a usar el seudónimo de conde de Pilos. Se instaló en una casa de la calle Sainte-Apolline, que pasó a ser frecuentada por lo más selecto. Uno de los que le visitaba era John Adams, que estuvo en Francia entre 1783 y 1785 y que en 1797 se convertiría en el segundo presidente de los Estados Unidos.
John Adams escribió al periodista James Lloyd:

Uno de los momentos más agradables que he conocido lo he pasado con Olavide en un banquete al que asistieron las personalidades eclesiásticas y civiles más importantes de Francia, en el curso del cual Olavide y yo discutimos acerca de una alianza ofensiva y defensiva entre América del Sur y América del Norte.

En París Olavide se reencontró con Jean-Nicolas Dufort de Cheverny, con el que desarrolló una íntima amistad.
Madame du Barry, la examante de Luis XV, desarrolló gran veneración por Olavide.
Pablo de Olavide frecuentaba el salón de D'Alembert, secretario perpetuo de la Academia Francesa. Allí pudo tratar con el filósofo Nicolas de Condorcet, con el escritor Jean-François de La Harpe y con el fisiócrata Pierre Samuel du Pont de Nemours.
Desde las primeras semanas de su estancia en París trató con el enciclopedista Diderot y se encontró con él en diversas ocasiones.
En 1781 y 1782 Olavide tuvo constancia, a través de cartas recibidas por Frédéric-Melchior Grimm, de la simpatía que sentía por él Catalina II de Rusia. También le fue enviado a la emperatriz rusa un retrato de Olavide. En 1783 Grimm informó a Catalina II que Olavide había perdido 24000 libras que había invertido con el príncipe de Guémené y ella respondió si Olavide no tuviera dinero le diese de sus propios fondos imperiales pero de manera anónima. Grimm le respondió que no era necesario, ya que todavía le quedaban a Olavide 40000 libras, y Catalina II se alegró mucho de saberlo.
En 1783 Olavide pasaba mucho tiempo en casa de Jacques-Jean Le Couteulx du Molay. Además, frecuentaban su casa el príncipe Czartoriski, el marino Jean-François de La Pérouse y el aventurero príncipe de Nassau.
Entre 1783 y 1784 causó sensación en París la teoría del magnetismo animal de Franz Anton Mesmer. Mesmer desarrolló gran consideración por Olavide, y este participó en experimentos de su teoría, uno de los cuales tuvo lugar en el Castillo de Cheverny, de su amigo Dufort.
Olavide visitaba todos los años el Castillo de Cheverny, en compañía del cantor Pierre Jélyotte. Dufort tuvo la idea de hacer un teatro en su castillo, donde él y sus amigos llevaba a cabo representaciones. Dufort escribió cerca de centenar de piezas cortas dialogadas y obras en cinco actos, de las cuales al menos dos, parecen por su título haber tenido la intervención de Olavide: «El fanatismo monacal» y «El alcalde de Zalamea» (adaptación de una de las obras de Calderón de la Barca).
Una de las residencias veraniegas de Olavide fue el Castillo de la Malmaison, que había sido adquirido en 1780 por Le Couteulx. Allí se encontró, en 1788, con la señora Vigée-Lebrun, a la que dio una impresión desfavorable. Entre los que iban a la casa de Le Couteulx en París y a su castillo de la Malmaison estaban también el abate Jacques Delille y la esposa de Francisco Cabarrús, fundador del español Banco Nacional de San Carlos. A partir de 1789 también visitó las residencias de Le Couteulx con frecuencia Gouverneur Morris, enviado oficioso del gobierno de los Estados Unidos.
Olavide había establecido su residencia en Versalles cuando, en 1787, tuvo lugar allí la Asamblea de Notables convocada por el rey Luis XVI. En mayo de 1789 comenzó la Revolución Francesa. Pablo de Olavide regresó a París cuando el rey y la Asamblea Constituyente se establecieron en esa ciudad a finales de 1789.
Olavide estuvo el 19 de junio de 1790 en la delegación de extranjeros que entró en el recinto de la Asamblea Constituyente de París, en presencia del presidente Jacques-François Menou.
En octubre de 1791 Olavide, debido a los ataques contra la religión y la exaltación de las pasiones políticas, decidió retirarse al Castillo de Meung-sur-Loire, que había sido residencia de los obispos de Orleans y que había sido adquirido por su amigo Le Couteulx de los bienes nacionales. Llegó acompañado de un capellán lazarista, apellidado Plassiard. Desde allí, recibía con horror las noticias que llegaban de la revolución. En 1797, en el prólogo de su obra «El Evangelio en triunfo», escribió:

A pesar de la distancia y de la ausencia, mi corazón estaba continuamente destrozado. [...] Nos referían las sediciones, los incendios, las devastaciones y la no interrumpida efusión de sangre de que era teatro toda la nación. Nos contaban los nuevos decretos que lo trastornaban todo, echando por tierra los establecimientos más respetables. Lamentamos la trágica muerte del rey, la de su familia desgraciada y las de otras muchas víctimas ilustres e inocentes, dignas de suerte menos desventurada. [...] Pero lo que acabó de colmar la medida de tantos horrores fue el repentino abandono, la abolición súbita y entera de la religión.

En la primavera de 1792 llegó al Castillo de Meung la esposa de Le Couteulx. Ella tuvo la iniciativa de fundar una Junta de Caridad, con la cual Olavide contribuyó. Esta había instalado ese año en el castillo varios telares con el objetivo de dar trabajo a mujeres, y Olavide transformó esto en una fábrica de paños con la cual vestir a ancianos y niños pobres.
El 16 de agosto de 1793 el gobierno revolucionario anuló los créditos que, a título de rentas vitalicias, poseía Olavide del Ayuntamiento de París, privándole de todos sus ingresos. Este escribió una protesta reivindicando su condición de hijo adoptivo de la nación francesa. También enumeraba en la protesta todo lo que había hecho por Francia: enviar una vajilla de plata a la Moneda, dar un donativo patriótico de 9000 libras, alistarse en la Guardia Nacional, adquirir bienes nacionales, adoptar a un niño y fundar la sociedad patriótica de su municipio.
Por ley del 21 de marzo de 1793 la Convención creó los Comités de Vigilancia, que tenían entre sus principales tareas controlar a los extranjeros. Preocupado, Olavide obtuvo una certificación de la municipalidad de Meung en la que decía que había prestado el juramento prescrito por la ley, que había dado muestras de civismo y que se había comportado como un ciudadano francés. A petición del interesado, este certificado estuvo tres días en la puerta del ayuntamiento. Constituido el Comité de Vigilancia, Olavide le envió un texto en el que explicaba su pasado, que la sociedad popular francesa que el mismo fundó le había reconocido como ciudadano francés, que había jurado la Constitución y que había votado en las elecciones. Tras esto, el Comité de Vigilancia le reconoció como ciudadano francés.
El 17 de septiembre de 1793 se promulgó una ley que establecía la detención de todos los sospechosos y el Comité de Seguridad General ordenó la detención de Olavide y de la mujer de Le Couteulx, por albergar en su casa a un extranjero de un país que estaba en guerra contra la República Francesa. Ambos fueron encarcelados en la prisión de Beaugency en abril de 1794.
Olavide, el Comité de Vigilancia de Meung y un conjunto de 64 ciudadanos del municipio escribieron al Comité de Seguridad General sobre su inocencia y, en el último caso, también sobre la inocencia de la mujer de Le Couteulx. Finalmente, Olavide fue considerado ciudadano francés por el Comité de Seguridad General y él y la mujer de Le Couteulx fueron puestos en libertad.
La liberación de Olavide pudo estar relacionada con la caída de Robespierre y el fin del dominio jacobino el 27 de julio de 1794.
El 17 de octubre de 1794 la Convención Nacional decretó que Pablo de Olavide era ciudadano francés y le devolvieron sus rentas vitalicias.
Olavide vivió durante un año más en el Castillo de Meung hasta que, en la primavera de 1795, se trasladó a vivir al Castillo de Cheverny, invitado por su amigo Dufort. Fue a este lugar acompañado del sacerdote Antoine Reinard, que sustituyó a Plassiard como su capellán particular.
En 1797 un Comité de Representantes de la América Española, de carácter independentista, en el que se encontraba el venezolano Francisco de Miranda, intentó inmiscuir a Pablo de Olavide en sus planes, pero solo obtuvieron el silencio de este. En 1798 Miranda escribió a un agente suyo para decirle que si Pablo de Olavide desembarcaba en Inglaterra lo acogiese como si fuese otro como él. El nombre de Olavide fue asociado sin su consentimiento por Miranda en sus conversaciones con los estadounidenses e ingleses sobre la independencia de la América española entre 1797 y 1798. El que fue presidente de Estados Unidos entre 1797 y 1801, John Adams, se dio cuenta y escribió al periodista James Lloyd en 1815 que Olavide no tuvo nada que ver.

### «El Evangelio en triunfo»
En su época en el Castillo de Cheverny escribió casi la totalidad de su obra «El Evangelio en triunfo». Olavide señaló que para escribirla se inspiró en el libro «Las delicias de la religión cristiana» del abate Antoine-Adrien Lamourette de 1788, del que tomó la trama narrativa, el procedimiento epistolar y algunos fragmentos.
Luis de Urbina, esposo de su prima Gracia de Olavide, había llegado por entonces a capitán general del Reino de Valencia, presidente de su Real Audiencia y director de la Sociedad Económica de Amigos del País de Valencia. Urbina se preocupó de que Pablo de Olavide pudiera reincorporarse dignamente a la vida política y social española.
Urbina sabía que Olavide estaba impreso de un nuevo fervor religioso que haría más fácil la publicación de su libro. Se encargó de que el escolapio Benito Feliú de San Pedro perfilase y corrigiera el texto de Olavide para obtener las correspondientes licencias de impresión. La obra tuvo que pasar por los censores canónigos José Faustino de Alcedo, ilustrado y miembro de la Real Sociedad Económica de Valencia, y Jerónimo de Arbizu.
En julio de 1797 Eugenio de Llaguno y Amírola, secretario de Estado y ministro de Gracia y Justicia, autorizó la correspondiente impresión.
La primera edición de la obra, en cuatro tomos, fue impresa entre 1797 y 1798 en la Imprenta de Orga Hermanos de Valencia. Contaba con veintitrés ilustraciones que habían sido dibujadas por Antonio Guerrero y grabadas por Tomás López Enguídanos. Fue impreso de manera anónima pero todo el mundo sabía quién era su autor. Fue un éxito y en pocos días se agotaron los 2000 ejemplares. Posteriormente, se reeditó la obra en Valencia y Madrid. En 1802 ya contaba con 7 ediciones. Ha sido editada también con el título «El Evangelio en triunfo o Historia de un filósofo desengañado».
El libro relata la historia de un filósofo libertino que cree haber matado en un duelo a un amigo. Tras esto, se refugia en un convento para huir de la justicia. Uno de los religiosos mantiene con él largas conversaciones que le hacen ver sus errores. Finalmente, el antaño filósofo libertino se convierte y descubre que solo el Evangelio es el camino para ser feliz en la tierra. En adelante se dedicará al desarrollo en la sociedad civil, la crianza de sus dos hijos, el gobierno de su hacienda agrícola, el buen ejemplo y la difusión de su nuevo credo.
Los tres primeros volúmenes versan sobre la conversión del filósofo. El cuarto volumen es casi por entero una obra epistolar sobre una organización social acorde con los principios ilustrados pero cristianos y la búsqueda de la felicidad pública mediante planes de reforma educativa y agraria, entre otros.
En el prólogo Olavide se desmarca de la Revolución Francesa:

Un destino tan triste como inestable, me condujo a Francia, mejor hubiera dicho me arrastró. Yo me hallaba en París el año de 1789; y vi nacer la espantosa revolución que en poco tiempo ha devorado uno de los más hermosos y opulentos reynos de la Europa. Yo fui testigo de sus primeros y trágicos sucesos y viendo que cada día se encrespaban más las pasiones y anunciaban desgracias más funestas , me retiré a un lugar de corta población. Mas ya la discordia, el desorden y las angustias se habían apoderado de los rincones más ocultos [...] Cuanto más pienso en este inesperado suceso de Francia, tanto más me sorprendo y me confundo. Nada podrá anunciar tan repentino y absoluto trastorno. Porque, señores no nos engañemos, esta revolución no ha sido como ninguna de las otras [pues] ataca al mismo tiempo el trono y el altar.

En la obra se mezclan diversos géneros literarios: la novela, la pseudo-autobiografía, la correspondencia, la polémica filosófico-religiosa, la apologética, la predicación, el catecismo y hasta la suma teológica. Olavide dijo que la parte del duelo, que es un drama, no era más que una copia literal de una "obrita" que "tenía a la mano" y recuerda al drama escrito por Gaspar Melchor de Jovellanos en Sevilla, titulado «El delincuente honrado», publicado en 1787.

### Regreso a España
Luis de Urbina consiguió en 1798 que su hijo Pablo fuese enviado como diplomático a la embajada de España en Francia. Este dirigió al rey Carlos IV una petición redactada por él y firmada por Olavide en la cual este último deploraba sus errores pasados pero indicaba que había sido víctima de una sentencia injusta por parte de la Inquisición.
Paralelamente, Luis de Urbina escribió al inquisidor general y arzobispo de Burgos, Ramón José de Arce para que permitiese a Olavide volver a España. El inquisidor propuso en 1798 al rey dejar que Olavide volviera con la condición de que regresase al convento de los capuchinos de Murcia del que se había fugado en 1780 o a otro convento mejor acondicionado para su estado de salud y, después de enmendar lo suficiente su conducta, que pidiese al rey obtener los honores y favores a los cuales aspiraba.
Carlos IV concedió por decreto a Olavide autorización para regresar a España y le dijo al inquisidor que se pusiese en contacto con Olavide para resolver los asuntos que tuvieran pendientes, pero con el mayor decoro posible. El asunto se resolvió mediante unas cartas de Olavide al inquisidor, en las cuales se mostraba "lleno de humildad y respeto al Santo Oficio". El inquisidor general quedó satisfecho y permitió a Olavide volver a España sin temor a ninguna medida en su contra.
Olavide llegó a Madrid en octubre de 1798. Se dirigió a El Escorial para besar la mano del rey y dar las gracias a Mariano Luis de Urquijo, secretario interino de Estado. Se entrevistó con el inquisidor general Ramón José de Arce para abjurar de sus errores pasados. Arce, por su parte, informó al secretario de Estado Francisco de Saavedra que la Inquisición había absuelto a Olavide de todas las penas que pesaban sobre él.
Una orden real de Carlos IV, comunicada al inquisidor general, especificó que:

El rey, habiéndose dignado a restituir su gracia a don Pablo de Olavide por su arrepentimiento y conducta ejemplar demostrada durante su expatriación y por los señalados y buenos servicios que hizo este ministro en el reinado de su Augusto Padre ha tenido a bien igualmente reintegrarle en todas sus dignidades, concediéndole, para su subsistencia, noventa mil reales por año, de los que disfrutará en el lugar que le plazca fijar su residencia.

Ese mismo año, Olavide decidió vender la granja de La Porcheresse, que había adquirido en la Revolución Francesa de entre los bienes nacionales, y la devolvió a su anterior propietario, el Hospicio de Orleans.

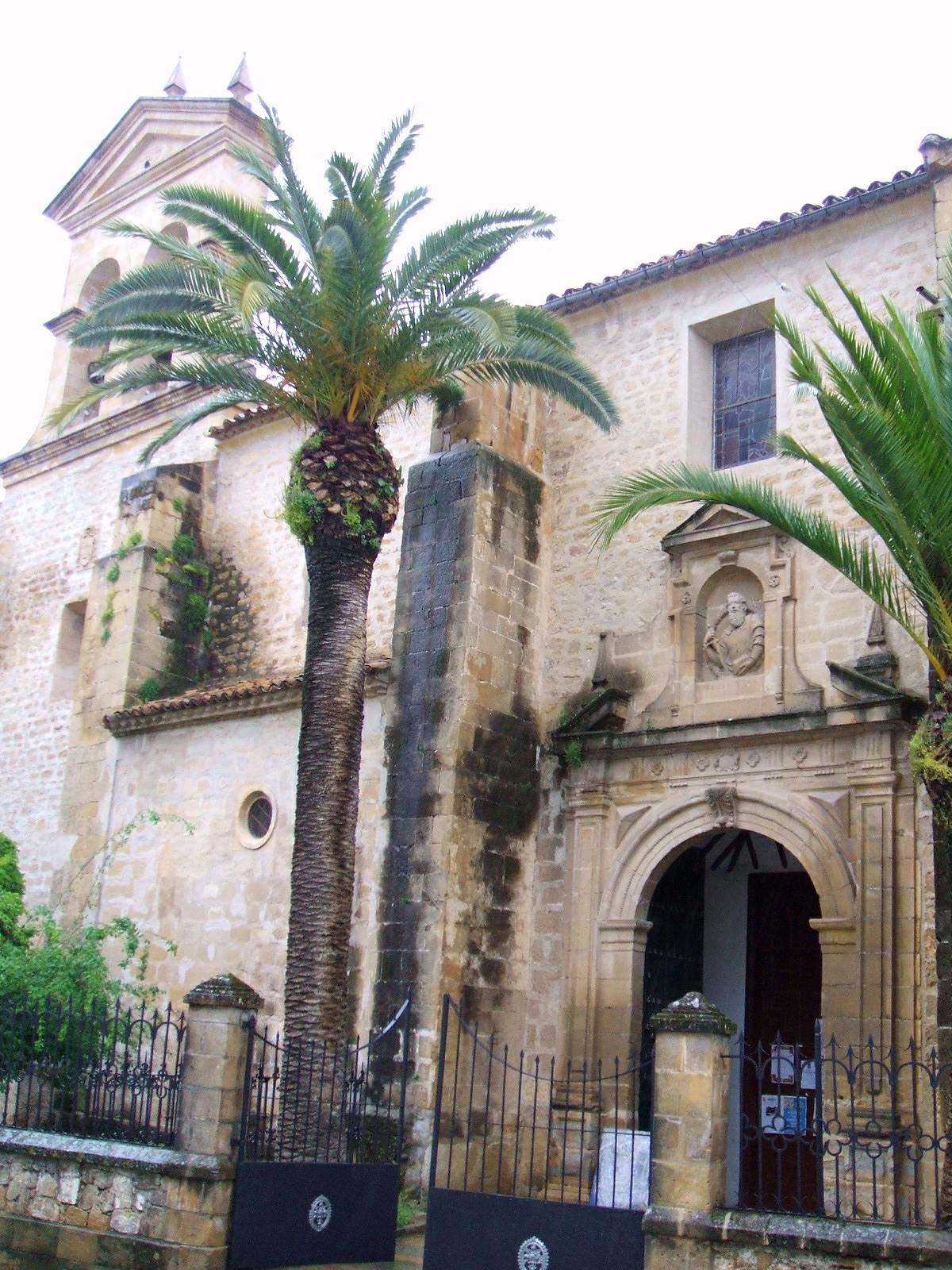
Sus restos mortales se encuentran en la cripta de la iglesia de San Pablo de Baeza.

A finales de 1798 se estableció en Baeza, en la casa de su prima, Tomasa de Arellano y Olavide. Esta era viuda del marqués de San Miguel, antiguo director de la Sociedad de Verdaderos Patriotas de esta ciudad andaluza. También se instalaron en esta localidad dos sacerdotes franceses que le acompañaron, Antoine Reinard y Joseph Barrière.
En enero de 1800 escribió al secretario de Estado Luis de Urquijo para informarle que, estando en Francia, había ideado una forma de pasigrafía y que había escrito diálogos con este método. Su idea era que se implantase para el beneficio de la humanidad. Como no recibió respuesta, volvió a escribir en febrero y mayo. Finalmente, Urquijo decidió enviar el proyecto de Olavide y sus diálogos al conde de Isla para que redactase un informe. El conde de Isla consideró el plan de Olavide irrealizable.
En Madrid se publicaron sus obras «Poemas cristianos» en 1799 y «Salterio español» en 1800. Pablo de Olavide también publicó veinte novelas cortas, la mayoría de ellas en Madrid en 1800 bajo el seudónimo de Atanasio de Céspedes y Monroy, en la colección «Lecturas útiles y entretenidas». Algunos de estos relatos son adaptaciones de originales franceses: «El fruto de la ambición» de «Félix et Pauline ou le tombeau au pied du Mont-Jura», de Pierre Blanchard; «Los peligros de Madrid» de «Germeuil», de Baculard d'Arnaud; y «El amor desinteresado» de «Ernestine», de Madame de Riccoboni.
En marzo de 1801 hizo un breve viaje a Madrid para saludar a un amigo, el ilustrado José Nicolás de Azara.
Falleció en 1803, descansando sus restos mortales en la cripta de la Iglesia de San Pablo de dicha localidad.

## Universidad Pablo de Olavide
La Universidad Pablo de Olavide (UPO), fundada en 1997 gracias a la perseverancia de Rosario Valpuesta, es la universidad pública más joven de España y la primera andaluza en ser dirigida por una rectora. La elección del nombre quiere expresar la apertura hacia Latinoamérica. Esta se materializa en cooperaciones culturales y científicas con universidades latinoamericanas. Recibe su nombre en honor del insigne intelectual nacido en Perú y responsable del desarrollo de la Ilustración en Andalucía. La universidad tiene un campus en los términos municipales de Sevilla, Dos Hermanas y Alcalá de Guadaíra y cuenta también con el Centro Universitario San Isidoro adscrito, que su tiene sede en el campus CEADE de la Isla de la Cartuja de Sevilla.

## Obras
- Obras narrativas desconocidas. Lima: Biblioteca Nacional del Perú, 1971.
- Obras selectas. Lima: Banco de Crédito del Perú, [1987].

### Lírica
- Poemas christianos en que se exponen con sencillez las verdades más importantes de la religión. Madrid: Joseph Doblado, 1799. Más ediciones: México, 1835 y Lima, 1902.
- Salterio español o versión para frástica de los Salmos de David, de los Cánticos de Moisés, de otros cánticos y algunas oraciones de la Iglesia en verso castellano. Madrid: José Doblado, 1800. Se reimprimió en México, 1835 y París, 1850.
- Glosa del salmo Miserere, compuesta por D... en la cárcel de Inquisición. 1778. En la biblioteca Colombina de Sevilla, 95 [18].
- Versión parafrástica de los siete salmos penitenciales, los salmos 62 y 66 y el Te Deum, Magnificat y el Benedictus. Murcia: Viuda de Teruel, [s. a.].
- Oficio parvo de Nuestra Señora con los Salmos. Madrid: Vergés,1829.

### Teatro
- Tragedia. La Méroe. Barcelona: Carlos Gibert y Tutó, [s. a.]
- El desertor. Edic. de Trinidad Barrerar y Piedad Bolaños. Sevilla: Ayto. Sevilla, 1987. Traducción de Louis Sebastian Mercier.
- Hipermnestra, traducción de Antoine-Marin Lemierre.
- Lina, traducción de Lemierre.
- El jugador, traducción de Jean François Regnard.
- Fedra, Barcelona: imprenta de Caros Gibert y Tutó, sin año, traducción de Jean Racine.
- Mitrídates, Barcelona, Imp. de Gilbert y Tutó, sin año, traducción de Racine.
- Celmira, traducción de Pierre-Laurent Dormont du Belloy.
- Zayda, traducción de Voltaire.
- Casandro y Olimpia, traducción de Voltaire.

### Zarzuelas
- El celoso burlado. Madrid: Joaquín Ibarra, 1764. Inspirada en El celoso extremeño de Cervantes, aunque está traducida al parecer del italiano.

### Ensayos, informes, reglamentos
- Carta en que se da idea de la obra El Evangelio en Triunfo y se defiende contra las preocupaciones y la ignorancia. Cádiz: Manuel Jiménez Carreño, 1798. Reimpresa en Buenos Aires, 1800.
- Informe sobre el proyecto de colonización de Puerto Rico y América del Sur publicado por el profesor Cayetano Alcázar Molina en 1927.
- Informe sobre el proyecto de colonización de Sierra Morena. Publicado también por el profesor Cayetano Alcázar Molina en 1927.
- Hermandades y Cofradías de Sevilla.
- Informe sobre la ley agraria, 1768.
- Plan de estudios para la Universidad de Sevilla, 1768. Ms. En la Biblioteca Colombina de Sevilla, n.º 83-2-8 y en la Biblioteca Bodleiana de Oxford, n.º 954. Se hizo una primera edición (Barcelona: Ediciones de Cultura Popular,1969) y una segunda revisada y actualizada (Sevilla: Universidad, 1990).
- Informe sobre aplicación de las casas de Jesuitas en Sevilla, con el Plan de Estudios para su Universidad. 1768. Ms. En la Bibl. Pública de Toledo, 71 [1].
- Reglamento general de limpieza de las calles de esta ciudad de Sevilla. Sevilla: Gerónimo de Castilla, 1767.
- Representación al Consejo sobre subvenciones para la Universidad de Sevilla, 28 de febrero de 1774. Ms. En la Biblioteca Municipal de Sevilla, conde Águila, tomo 65 [25].

### Narrativa
- Teresa o el terremoto de Lima. París: Imprenta de Pillet, 1829.
- El Evangelio en triumpho o Historia de un filósofo desengañado, Valencia: Imprenta de Joseph de Orga, 1797.
- El incógnito o el fruto de la ambición. Nueva York: Lanuza, Mendía y Cía., 1828. 2 vols.
- Paulina o el amor desinteresado. Nueva York: Lanuza, Mendía y Cía., 1828.
- Sabina o los grandes sin disfraz. Nueva York: Lanuza, Mendía y Cía., 1828. 2 vols.
- Marcelo o los peligros de la corte. Nueva York: Lanuza, Mendía y Cía.,1828.
- Lucía o la aldeana virtuosa. Nueva York: Lanuza, Mendía y Cía.,1828.
- Laura o el sol de Sevilla. Nueva York: Lanuza, Mendía y Cía.,1828.
- El estudiante o el fruto de la honradez. Nueva York: Lanuza, Mendía y Cía., 1828.
- El desafío. Philadelphia: M. Carey, 1811.
- La paisana virtuosa. Philadelphia: M. Carey, 1811.
- La presumida orgullosa. Philadelphia: M. Carey, 1811.
- Los gemelos o el amor fraternal. Nueva York, 1828. 3 vols.
- Lecturas útiles y entretenidas. Lectura décimatercera. Madrid: José Doblado,1800.
- Lecturas útiles y entretenidas. Lectura cuarta. Madrid: José Doblado,1800.
- Lecturas útiles y entretenidas. Lectura décima. Madrid: José Doblado,1800.
- Lecturas útiles y entretenidas. Lectura décimanona. Madrid: José Doblado,1800..
- Lecturas útiles y entretenidas. Lectura décimasexta. Madrid: José Doblado,1800.
- Lecturas útiles y entretenidas. Lectura primera. Madrid: José Doblado,1800.
- Lecturas útiles y entretenidas. Lectura séptima. Madrid: José Doblado,1800.
- Lecturas útiles y entretenidas. Lectura veinte y cuatro. Madrid: Dávila, 1816.
- Lecturas útiles y entretenidas. Lectura veinte y dos. Madrid: Oficina de Dávila, 1816.
- Lecturas útiles y entretenidas. Lectura veinte y seis. Madrid: Dávila, 1817.